# 니콜라이 예조프
니콜라이 이바노비치 예조프(러시아어: Николай́ Иванович Ежов́, 문화어: 니꼴라이 예죠브, 1895년 5월 1일~1940년 2월 4일)는 소련 내무인민위원회의 위원장이였다. 스탈린의 대숙청(그의 이름을 따 "예좁시나"(러시아어: Ежовщина)라고 불린다.)을 실질적으로 지휘했으나, 위원회에서 물러난 이후 자신이 숙청의 대상이 되어 처형되었다.

## 초기 이력
어린 시절이나 가족에 관해서는 알려진 것이 전혀 없으며 니콜라이 예조프라는 이름도 막심 고리키의 소설의 인물에서 따온 이름이다. 소련의 공식 전기에 의하면 상트페테르부르크에서 태어났다고 전해진다.
초등학교 교육만 받았으며 1909년부터 1915년까지 재봉사의 조수와 공장 노동자로 일했다. 1915년부터 1917년까지 러시아 제국군에 징집되어 제1차 세계 대전에 참전하였다. 1917년 5월 볼셰비키에 가담했고, 이어 벌어진 러시아 내전에서도 반혁명군과 싸웠다. 내전이 끝난 1922년 12월 이후 공산당의 여러 지역위원회의 서기로 일했다. 1917년 예조프는 공산당의 "회계 및 분배부"로 전근되었고, 이곳의 책임자가 되었다. 1929년부터 1930년까지 농업부의 차관이 되었다. 이후에도 계속 당직을 거쳐 승진했고 1934년에는 공산당의 중앙위원회에 진출하게 되었다. 다음 해 그는 중앙위원회의 서기가 되었고, 중앙당통제 위원회의 의장을 겸임하였다.
그러나 니콜라이 예조프는 사람들에게 그다지 좋은 인상을 심어주지 못한 것으로 보인다. 볼셰비키의 지도자 중 한 명인 부하린은 "고참 볼셰비키의 편지"(1936)에서 예조프의 잔인성과 가학성향을 지적하면서 "내 삶을 통틀어 예조프보다 인상이 나쁜 인물은 보지 못했다"고 술회했다. 예조프는 151cm의 아주 작은 체구였으며, 이런 성향에 맞물린 그의 별명은 "피의 난장이" 또는 "독 품은 난장이"였다.

## 내무인민위원장
예조프는 스탈린에게 아낌없는 충성을 바쳤으며, 1935년 발표한 논문에서는 "(스탈린에 대한) 정치적 반대는 필연적으로 폭력과 테러로 귀착된다"라고 주장했다. 이는 대숙청의 기본논리로 사용되었다.
1936년 9월 26일 내무인민위원장이 되었고, 공산당의 중앙 집행위원회의 위원이 되었다. 스탈린으로부터 부여된 예조프의 첫 번째 임무는 전임 내무인민위원장이었던 겐리흐 야고다를 체포하여 조사하는 것이었다. 예조프는 의욕적으로 증거를 조작하여 야고다를 반역자로 기소하였고 결국 처형하였다.이 과정에서 야고다에게 모욕을 주기 위해서 처형 전에 옷을 벗기고 심한 고문을 하도록 하였다.
야고다를 첫 번째 희생자로 하여 예조프는 무자비한 대숙청을 실행하였다. 1937년 ~ 1938년 사이에 50%에서 75%의 고위 당원과 붉은 군대 고위 장교들이 처형되거나 혹은 시베리아에 있는 수용소에서 강제노역형을 받았다. 또한 수십만의 소련의 일반 시민도 처형되거나 시베리아로 끌려갔다. 이런 시민중에서는 예조프가 임의로 할당한 체포자 수를 채우기 위해 무고하게 끌려온 사람도 많았다고 한다.

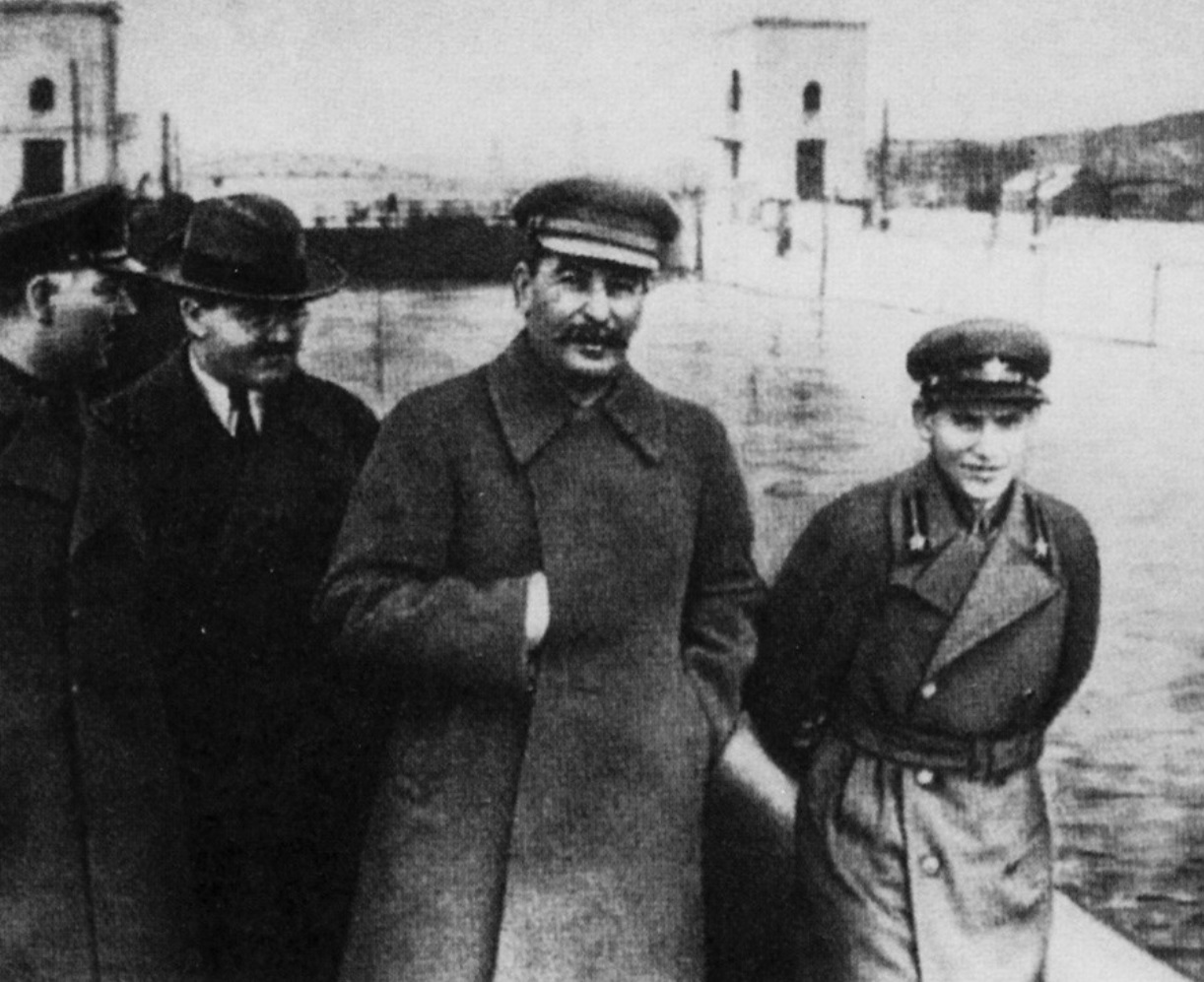
스탈린, 몰로토프와 함께한 예조프.

뿐만 아니라 내무인민위원회와 군사정보국 내부자에 대한 숙청도 단행하였다. 전임자였던 야고다나 멘진스키가 임명한 요원들을 숙청하였을 뿐만 아니라. 자기가 임명한 요원조차 숙청의 칼날은 피해갈 수 없었다. 그는 "인민의 적 한 명이 도망가는 것보다 무고한 열 명이 고생하는 게 낫다" 라고 주장하여 자신의 행위를 정당화하였다. 그의 치하였던 1937년 ~ 1938년 130만 명이 체포되었고 그중 68만 명(그 이상일 수도 있다)이 처형되고 나머지는 굴라그로 끌려갔다. 굴라그에서도 가혹한 조건으로 적어도 14만 명이 사망하였다고 한다.
예조프는 내무인민위원회 설치 20주년 기념식이 벌어진 1937년 12월 권력의 정점에 올랐다. 볼쇼이 극장에서 열린 이 행사에서 그는 주인공으로 행세하면서 참석자들의 갈채를 받았는데, 행사에 참석했던 스탈린은 이를 보고 예조프의 정치적 야망을 의심하기 시작했다. 스탈린은 정치적 맞수가 크기 전에 싹을 잘라왔으며,이는 예조프도 예외가 아니었다.

## 몰락과 해임
1938년 4월 6일 예조프는 수로운송부 장관으로 임명되었는데 그는 계속 내무인민위원회를 맡고 있었으나, 예조프의 마구잡이 숙청이 소련의 고급인재를 상당히 유실시켰다는 것을 깨달은 스탈린이 숙청을 완화했기 때문에 예조프의 영향력은 계속 감소되었다. 특히 나치 독일의 위협이 증가하고 있던때 예조프가 실시한 군대와 산업에 대한 광범위한 숙청은 소련의 국력을 심각하게 저하시켰다.
1938년 8월 22일, 스탈린의 자신의 동향인이었던 라브렌티 베리야를 내무인민위원회의 제1부장으로 임명되었고, 베리아는 스탈린의 배경을 업고 내무인민위원회에서 예조프를 몰아내기 시작했다. 스탈린은 항상 권력기관에 배치한 부하들의 권력이 커지게 되면 다른 심복으로 교체한후 숙청하였는데, 예조프도 베리아의 임명이 자신의 몰락으로 이어질 것을 직감하고 있었고, 이 때문에 술과 절망으로 나날을 보내게 되었다. 그는 계속 술로 세월을 보내면서 직무를 전혀 손대지 않았고, 스탈린은 계획대로 1938년 11월 25일 예조프의 직무소홀을 들어 해임하고 그의 후임으로 라브렌티 베리야를 내무인민위원회의 새 위원장으로 임명하였다.

## 체포와 처형
스탈린은 예조프를 몇달간 무시하고 있다가 베리아를 시켜 연례 정치국 회의에서 예조프의 재임중 행위를 비판하게 하였다. 1939년 3월 예조프는 공산당의 모든 지위에서 해임되었고, 4월 10일 체포되었다. 예조프는 고문을 받고 "정부기금 착복", "독일 스파이들과의 연계", "직무소홀"등을 자백하으나 증거는 없었다. 또한 다른 정치범들과는 달리, 모욕적인 죄목(성적 일탈행위, 양성애 성향 등)도 기소장에 추가되었다.

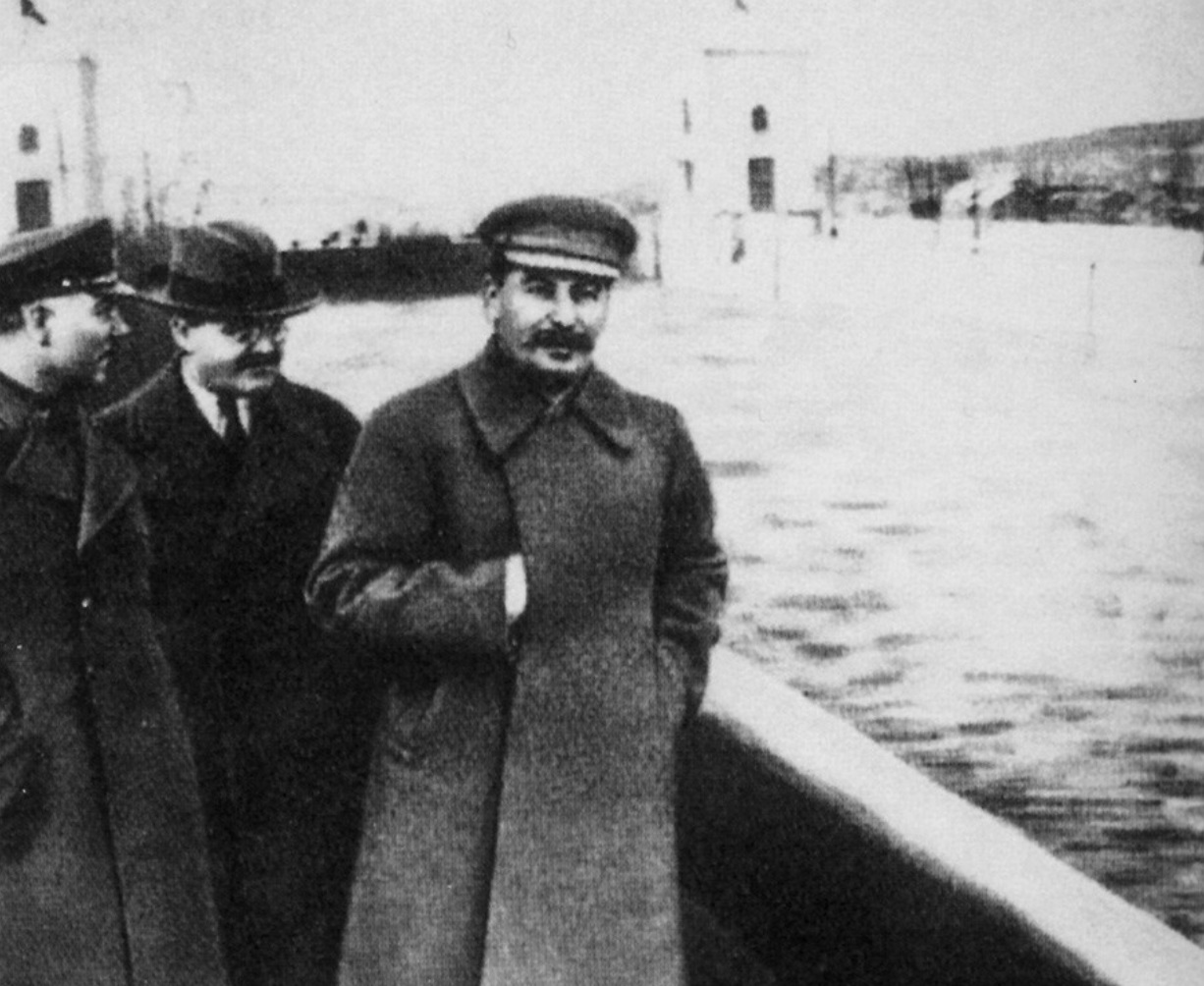
예조프가 숙청된 이후, 사진에서 그 모습이 지워졌다.

1940년 2월 3일, 소련 판사인 바실리 울리흐는 예조프를 베리아의 사무실에서 비공개로 재판하였다. 예조프는 전임자 야고다와 마찬가지로 끝까지 스탈린에 대한 변함없는 충성심을 표했고, 스탈린 암살음모를 시인하라는 베리아의 제안을 거부하였다. 예조프는 베리아 앞에서 무릎을 꿇고 스탈린을 몇분간 만나게 해달라는 요청을 하면서 빌기도 하였으나, 끝까지 스탈린의 이름을 외치며 죽겠다고 맹세하기도 하였다. 판결문이 낭독될 때 그는 실신하여 몸 전체를 들려 끌려나갔다.
1940년 2월 4일, 그는 모스크바 근교에서 비밀리에 처형되었다. 예조프는 야고다에 대해서 명령했던 것과 같이 처형 직전에 옷을 벗기고 심하게 구타당했다고 전해진다. 몇몇 증언에 의하면 예조프는 처형할 당시 반쯤 의식을 잃은 상태였으며 심하게 딸꾹질을 하며 억제하지 못할정도로 울부짖었다고 한다. 그의 시신은 화장되어 공동묘지에 버려졌다. 예조프의 죽음은 1948년까지 최고 비밀로 분류되었다.

## 참고
1. ↑  NKVD.ORG: The Memorial Page